# Clinohelea dimidiata
Clinohelea dimidiata är en tvåvingeart som först beskrevs av Adams 1903.  Clinohelea dimidiata ingår i släktet Clinohelea och familjen svidknott. Inga underarter finns listade i Catalogue of Life.